# Erica Terpstra
Erica Terpstra (La Haya, Países Bajos, 26 de mayo de 1943) es una nadadora neerlandesa retirada especializada en pruebas de estilo libre, donde consiguió ser medallista de bronce olímpica en 1964 en los 4 x 100 metros.
Terpstra tiene antecedentes teosóficos. Se considera interesada por el budismo, pero no practicante budista, sino que se refiere a sí misma como «estudiante de budismo de por vida».

## Carrera deportiva
En los Juegos Olímpicos de Tokio 1964 ganó la medalla de bronce en los relevos de 4 x 100 metros estilo libre, con un tiempo 4:39.2 segundos, tras Estados Unidos (oro) y Australia (plata); sus compañeras de equipo fueron las nadadoras: Pauline van der Wildt, Toos Beumer y Winnie van Weerdenburg.